# Редоая (Молдова)
Редоая (рум. Rădoaia) — село у Синжерейському районі Молдови. Утворює окрему комуну.

## Населення
За даними перепису населення 2004 року у селі проживали 5438 осіб.
Національний склад населення села:
| Національність       | Кількість осіб | Відсоток   |
| -------------------- | -------------- | ---------- |
| молдавани румуни     | 5345 48        | 98,3% 0,9% |
| українці             | 24             | 0,4%       |
| росіяни              | 14             | 0,3%       |
| болгари              | 3              | 0,1%       |
| гагаузи              | 1              | < 0,1%     |
| інша / без відповіді | 3              | 0,1%       |
| Всього               | 5438           | 100%       |